# فخ لسندريلا
فخ لسندريلا هو فيلم من نوع إثارة أُصدر في 2013. الفيلم من توزيع ليونزغيت إنترتاينمنت، وهو من إخراج وسيناريو Iain Softley ‏.

## طاقم التمثيل
- أليكس جينينغز
- إميليا فوكس
- فرانسيس دي لا تور
- انيورين بارنارد
- توبنس ميدلتون
- كيري فوكس
- الكسندرا روتش
- ستانلي ويبر

## وصلات خارجية
- فخ لسندريلا على موقع IMDb (الإنجليزية)
- فخ لسندريلا على موقع ميتاكريتيك (الإنجليزية)
- فخ لسندريلا على موقع روتن توميتوز (الإنجليزية)
- فخ لسندريلا على موقع نتفليكس (الإنجليزية)
- فخ لسندريلا على موقع ألو سيني (الفرنسية)
- فخ لسندريلا على موقع أول موفي (الإنجليزية)
- فخ لسندريلا على موقع فيلمافينيتي (الإسبانية)
- فخ لسندريلا على موقع قاعدة بيانات الفيلم (الإنجليزية)
- فخ لسندريلا على موقع ليتربوكسد (الإنجليزية)
- فخ لسندريلا على موقع كينوبويسك (الروسية)